# Yssyk-Köl
Der Yssyk-Köl (kirgisisch Ысык-Көл/Yssyk-Köl „heißer See“; russisch Иссык-Куль/Issyk-Kul) ist der größte See in Kirgisistan (Zentralasien).
Nach dem südamerikanischen Titicacasee ist der im Tianshan-Gebirge liegende See mit 6236 km² Fläche der zweitgrößte Gebirgssee der Erde. Er befindet sich im Oblus Yssyk-Köl, ist 182 km lang, 60 km breit, bis 668 m tief und liegt 1607 m über dem Meeresspiegel. Man nennt den See auch das „Herz des Tianshan“. Nördlich des Sees liegt die Bergkette des Kungej-Alatau, südlich befindet sich die Kette des Terskej-Alatau. In den Yssyk-Köl münden 118 Flüsse. Wichtigste Zuflüsse sind Dschergalan, Tjup, Dschuku, Karakol und Dscheti-Ogus.

## Besonderheiten
Der Yssyk-Köl gefriert trotz einer Lufttemperatur von bis zu −20 °C im Winter nie. Dies liegt vermutlich daran, dass die rasche Mischung zwischen Oberflächenwasser und Tiefenwasser (mit einer Temperatur von > 4 °C) im Winter eine Auskühlung der Oberfläche bis zum Gefrierpunkt verhindert. Zudem wird die Temperatur der maximalen Dichte des Wassers wegen dessen Salzgehalts (ca. 6 g/kg) von 4 °C (Süßwasser) auf ≈ 2,6 °C verringert, was die Auskühlung des Wasserkörpers und somit das Zufrieren erschwert. Als weitere Gründe für das Fehlen einer Eisdecke im Winter werden häufig auch die große Tiefe oder das Auftreten warmer Quellen am Seegrund angeführt; allerdings sind diese Voraussetzungen auch in anderen Seen erfüllt, die im Winter dennoch zufrieren (z. B. Baikalsee).
Der See ist endorheisch, besitzt also mehrere Zuflüsse, aber keinen Abfluss. Über längere Zeiträume schwankt der Wasserspiegel deshalb durch lokale Klimaveränderungen stark. Unmittelbar westlich von Balyktschy befindet sich eine niedrige Talwasserscheide, weniger als 15 Meter über dem derzeitigen Pegel des Sees gelegen. Übertraf der Wasserspiegel diese Höhe, so floss das Wasser in Richtung Westen hin zum weniger als zehn Kilometer entfernten Fluss Tschüi ab.

## Nutzung
Der See ist sowohl Naturschutzgebiet als auch Erholungsgebiet. Am Ufer bzw. in der Nähe des Sees befinden sich die Städte Karakol und Tscholpon-Ata. Der See ist auch ein Schauplatz der Romane Tschingis Aitmatows. Am Ufer bei Tscholponata wurden prähistorische Felszeichnungen entdeckt, außerdem hat man Reste einer alten versunkenen Stadt im Yssyk-Köl gefunden.
Während der Zeit der Kirgisischen SSR wurde der See vom sowjetischen Militär zum Testen von Torpedos und Torpedosteuerungssystemen genutzt; große Wasser- und Uferareale waren militärische Geheim- und Sperrzonen. Im März 2008 gab die kirgisische Regierung bekannt, dass 866 Hektar der Karabulan-Halbinsel auf unbestimmte Zeit an die russische Marine verpachtet werden, die dort ihre Waffentests wieder aufnehmen will. Die Pacht soll etwa 4,5 Millionen US-Dollar pro Jahr betragen.

## Pest
Wissenschaftler des Max-Planck-Institut für evolutionäre Anthropologie vermuten auf der Basis von Genom-Analysen, dass um das Jahr 1338 der Erreger des Schwarzen Todes am Yssyk-Köl auf den Menschen übersprang.

## Fauna
Die ursprüngliche Fischfauna des Yssyk-Köl besteht vor allem aus Fischen aus der Familie der Karpfenfische. Das sind im Einzelnen der Gründling (Gobio gobio), der Rapfen (Leuciscus aspius), Leuciscus bergi und Leuciscus schmidti, Gymnodiptychus dybowskii und Phoxinus issykkulensis, der Blaubandbärbling (Pseudorasbora parva) und Schizothorax pseudoaksaiensis issykkuli, die Bachschmerlen Triplophysa dorsalis, Triplophysa pedaschenkoi und Triplophysa ulacholica sowie als einziger Nichtkarpfenfisch der Südliche Neunstachlige Stichling (Pungitius platygaster). Vom Menschen eingeführt wurden die Karpfenfische Brachse (Abramis brama), Alburnoides taeniatus, Giebel (Carassius gibelio), Karpfen (Cyprinus carpio) und Schleie (Tinca tinca), die Lachsfische Lavaret (Coregonus lavaretus), Omul (Coregonus migratorius), Regenbogenforelle (Oncorhynchus mykiss) und Sewan-Forelle (Salmo ischchan) sowie der Zander (Sander lucioperca) aus der Familie der Barsche.

## Bilder

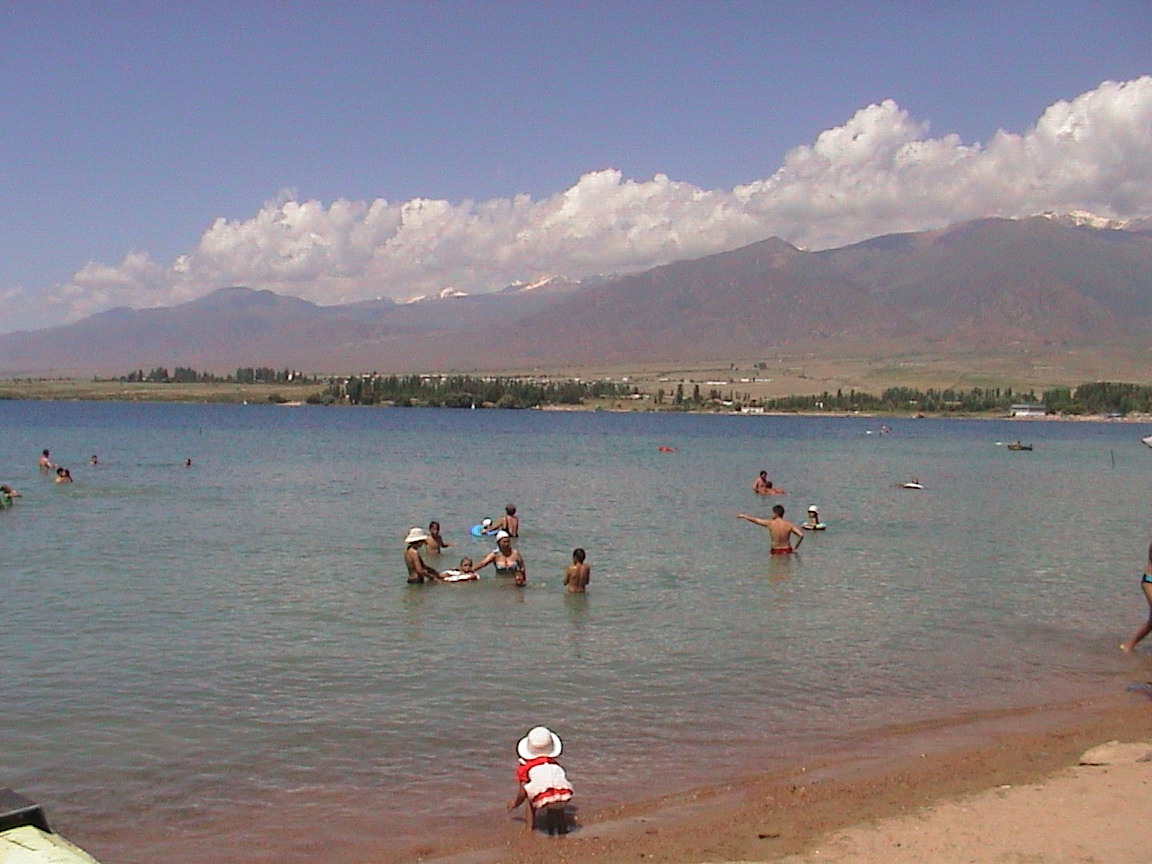
Strandleben am Yssyk-Köl
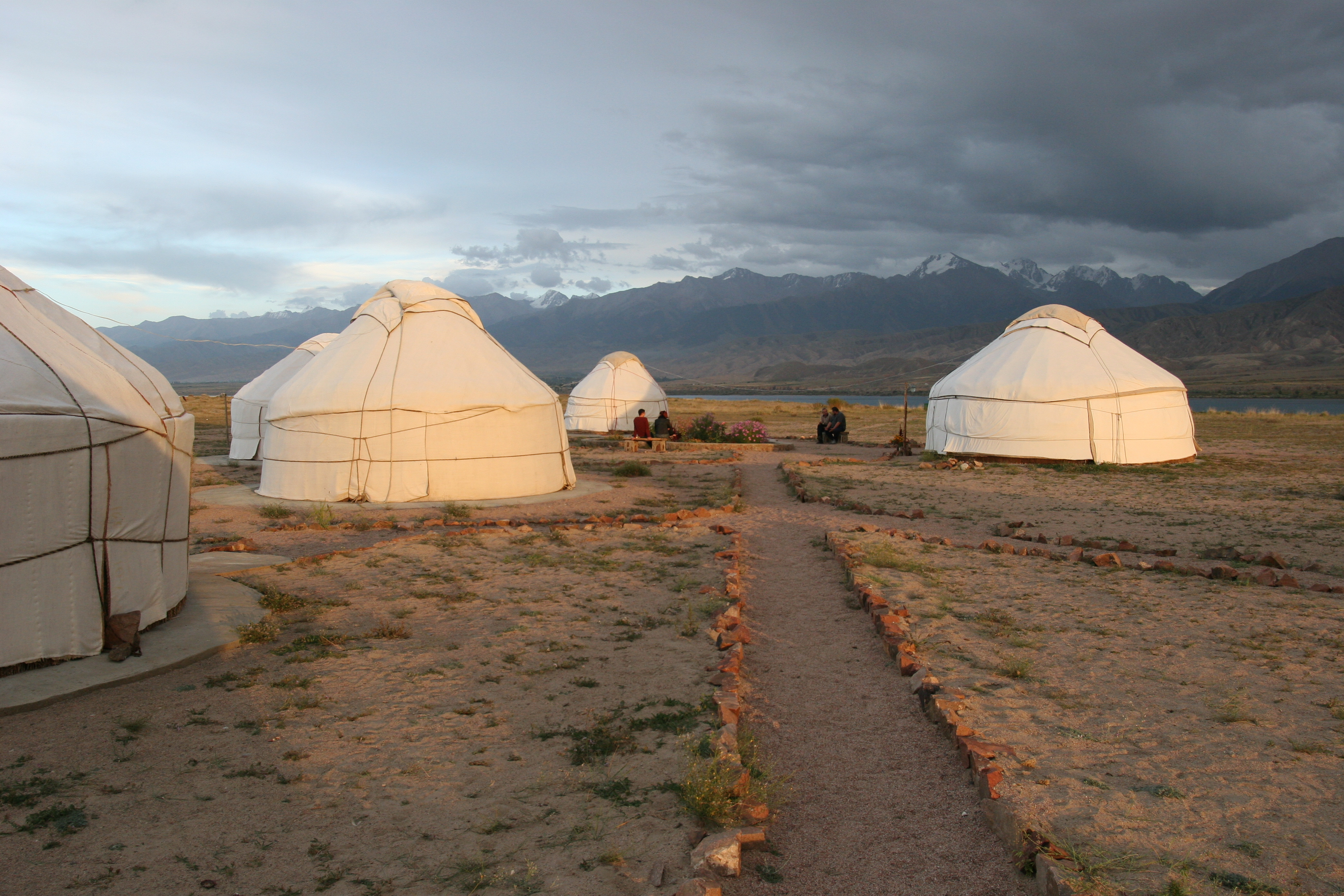
Jurtencamp am Yssyk-Köl
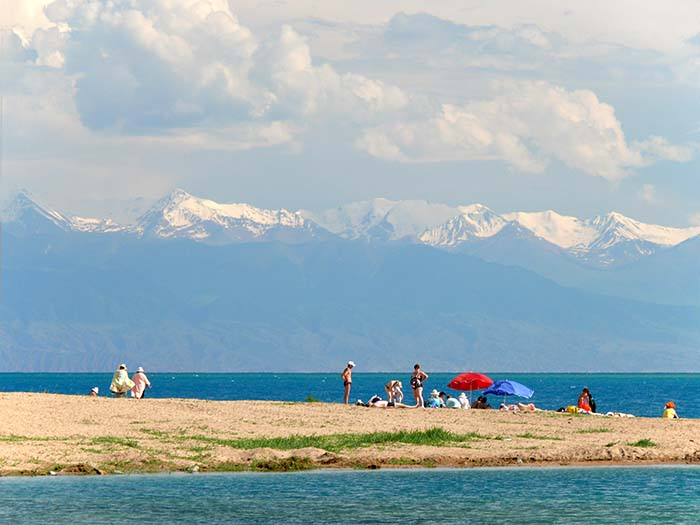
Strand am Yssyk-Köl
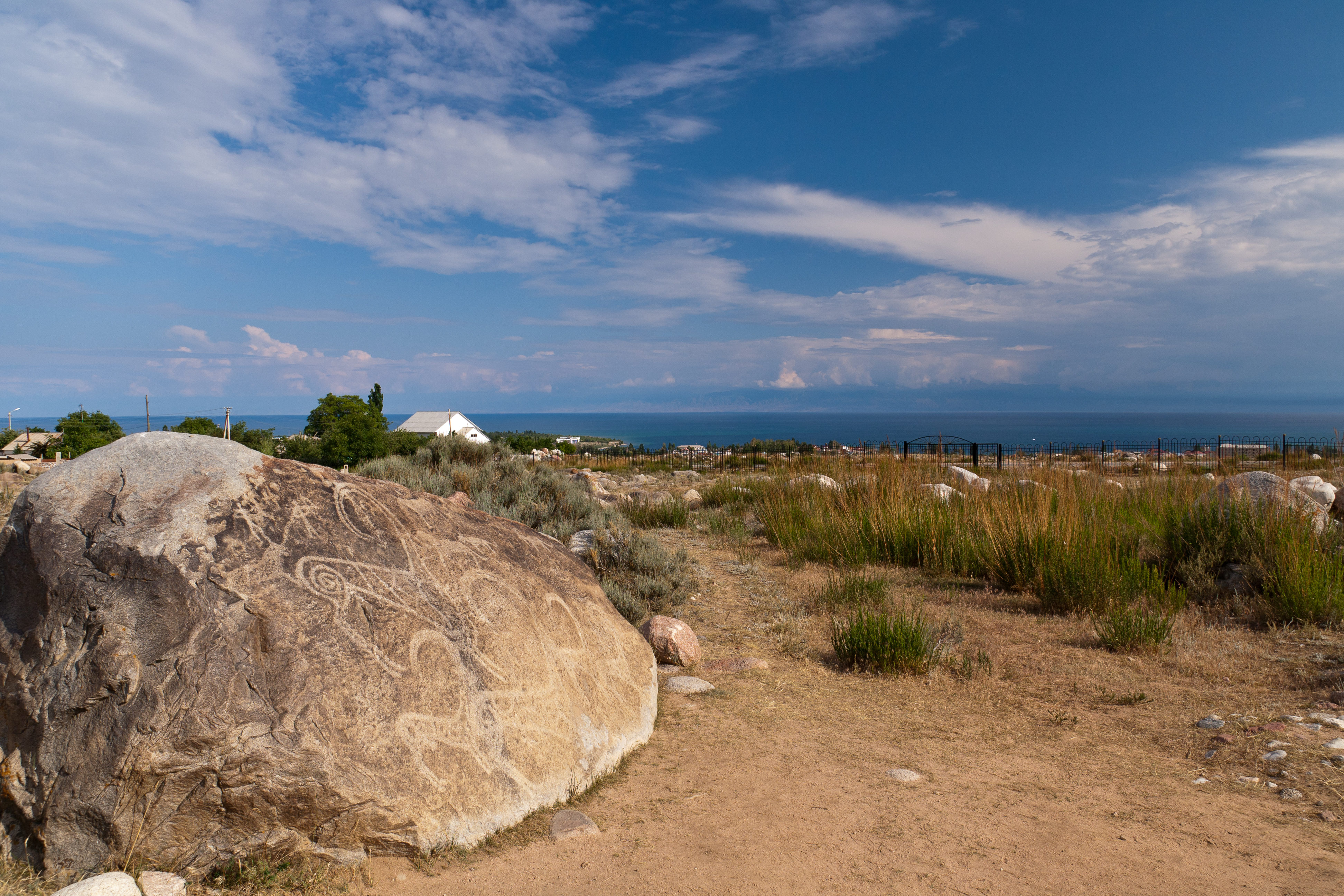
Felsen an einem Berghang bei Tscholponata mit Petroglyphen